# Distrito electoral local 5 de Morelos
El V Distrito Electoral Local de Morelos es uno de los 12 distritos electorales locales del estado de Morelos para la elección de diputados locales. Su cabecera es la ciudad de Temixco.

## Historia

### Temixco como cabecera distrital

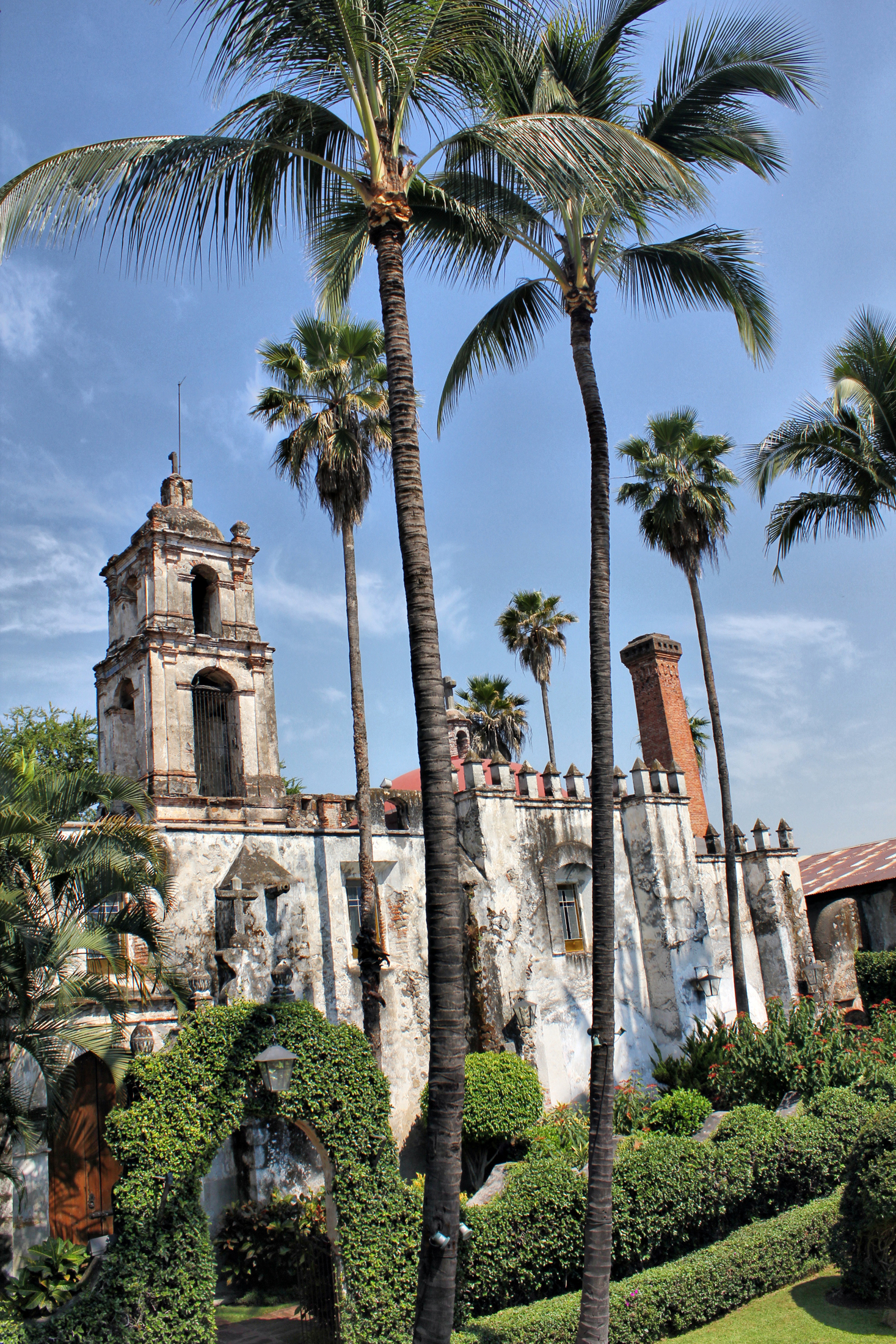
Temixco sede del consejo distrital.

De 1869 a 1979 Temixco no era cabecera distrital. De 1979 a 1994 existieron doce distritos del Congreso del Estado de Morelos, siendo Temixco el III Distrito. De 1994 a 1997, existieron quince distritos siendo Temixco el IV Distrito. De 1997 a 2018, existieron dieciocho distritos siendo Temixco el V Distrito.
El 29 de agosto de 2017 el Consejo General del Instituto Nacional Electoral (INE) aprobó los distritos electorales uninominales locales y sus respectivas cabeceras distritales de Morelos, que entraron en vigor para las elecciones estatales de Morelos de 2018. Con esta reforma, después de un siglo, Temixco vuelve a ser cabecera distrital, ahora del III Distrito.

## Demarcación territorial
Este distrito está integrado por un total de tres municipios, que son los siguientes:
- Cuernavaca, integrado por 2 secciones electorales.
- Miacatlán, integrado por 14 secciones electorales.
- Temixco, integrado por 42 secciones electorales.

## Diputados por el distrito
- LIV Legislatura (2018-2021)
  - Andrés Duque Tinoco (PES).[4]
- LV Legislatura (2021-2024)
  - Macrina Vallejo Bello (MORENA).[5]

- LVI Legislatura (2024-2027)
  - Jazmín Juana Solano Lopez (MORENA).